# Чаудхари, Шанта
Шанта Чаудхари (Shanta Chaudhary, непальск. सान्ता चौधरी; 17 мая 1979) — непальская общественная деятельница, социальный реформатор и писательница, член Первого учредительного собрания Непала.
В детстве Чаудхари была одной из многих непальских девочек, отданных в долговое рабство в форме ныне запрещённой системы камлари. Тяжёлое положение неграмотной подневольной работницы, затем описанное в автобиографической книге, побудило её в подростковом возрасте присоединиться к крестьянскому и коммунистическому движениям.
Представляла Коммунистическую партию Непала (объединённую марксистско-ленинистскую) в Учредительном собрании Непала (2008—2012), на парламентских выборах 2017 года избрана в Палату представителей Непала, входила в Непальскую коммунистическая партию.

## Биография
Семья Чаудхари находилась в долговой кабале, и девочка вынужденно стала камлари когда ей было восемь лет. Её «сдавали в аренду» за 7000 рупий в год родители, у которых было ещё девять детей.
Её отправили работать в Данг на семью, которая заставляла её работать по 19 часов в сутки. Девочка жила в коровнике, жена хозяина регулярно отчитывала её, ставила на многие часы в угол, а иногда и избивала. Она не могла ходить в школу, учиться и играть, как остальные дети.

### Политическая деятельность
Чаудхари оставалась прислугой до восемнадцати лет, в это время она стала активно заниматься политикой. Она представляла район Данг на форуме движения за право на землю.
В 2008 году Чаудхари была избрана от Коммунистической партии Непала (объединённой марксистско-ленинистской) в Учредительное собрание (Конституционную ассамблею), где стала главой парламентского комитета по природным ресурсам и средствам.
К этому моменту она всё еще была неграмотна, поэтому занималась самообразованием и посещала курсы, чтобы наверстать школьное образование, к которому в своё время у неё не было доступа. В конце концов, когда 1-е Учредительное собрание было распущено, в 2013 году она опубликовала книгу «Камлари Декхи Сабхасад Самма» о своём опыте.
В 2016 году у неё диагностировали рак матки, но лечение было успешно, и она вновь баллотировалась на парламентских выборах 2017 года. Активно выступает против разжигания конфликтов на кастовой, этнической и конфессиональной основе.